# Campeonato da Nova Zelândia de Ciclismo Contrarrelógio
Os Campeonatos da Nova Zelândia de Ciclismo Contrarrelógio são organizados anualmente desde 1995, para determinar o campeão ciclista da Nova Zelândia de cada ano, na modalidade.

O título é outorgado ao vencedor de uma única prova, na modalidade de contrarrelógio individual. O vencedor obtêm o direito de usar a maillot com as cores da bandeira da Nova Zelândia até ao campeonato do ano seguinte, unicamente quando disputa provas contrarrelógio.

## Palmares
| Ano  | Vencedor              | Segundo          | Terceiro           |
| 1995 | Brian Fowler          | Matthew Brick    | Ewan McMaster      |
| 1996 | Greg Henderson        | Brian Fowler     | Jared Caldwell     |
| 1997 | Chris Nicholson       | Gordon McCauley  | Leon Hallet        |
| 1998 | David Lee             | John Hume        | Robin Reid         |
| 1999 | David Lee             | Chris Nicholson  | David Comeford     |
| 2000 | Lee Maxwell Vertongen | Greg Henderson   | Gary John Anderson |
| 2001 | Brendon Cameron       | Scott Guyton     | Bryce Shapley      |
| 2002 | Gordon McCauley       | Glen Mitchell    | Hayden Godfrey     |
| 2003 | Gordon McCauley       | Heath Blackgrove | Glen Mitchell      |
| 2004 | Heath Blackgrove      | Robin Reid       | Jason Allen        |
| 2005 | Robin Reid            | Gordon McCauley  | Jeremy Vennell     |
| 2006 | Marc Ryan             | Robin Reid       | Hayden Godfrey     |
| 2007 | Glen Chadwick         | Gordon McCauley  | Aaron Strong       |
| 2008 | Logan Hutchings       | Paul Odlin       | Gordon McCauley    |
| 2009 | Jeremy Vennell        | Robin Reid       | Chris Nicholson    |
| 2010 | Gordon McCauley       | Jeremy Vennell   | Marc Ryan          |
| 2011 | Westley Gough         | Jesse Sergent    | Greg Henderson     |
| 2012 | Paul Odlin            | Sam Horgan       | Jesse Sergent      |
| 2013 | Joseph Cooper         | Paul Odlin       | Westley Gough      |
| 2014 | Taylor Gunman         | Sam Horgan       | Jason Christie     |
| 2015 | Michael Vink          | Joseph Cooper    | Patrick Bevin      |
| 2016 | Patrick Bevin         | Thomas Scully    | Joseph Cooper      |
| 2017 | Jack Bauer            | Jason Christie   | Hamish Bond        |
| 2018 | Hamish Bond           | Michael Vink     | Jason Christie     |
| 2019 | Patrick Bevin         | Hamish Bond      | Hayden McCormick   |
| 2020 | Hamish Bond           | George Bennett   | Dylan Kennett      |
| 2021 | Aaron Gate            | George Bennett   | Michael Vink       |
| 2022 | Regan Gough           | Michael Vink     | Tom Sexton         |

### Competições femininas
| Ano  | Vencedora          | Segunda           | Terça                     |
| ---- | ------------------ | ----------------- | ------------------------- |
| 1995 | Jacqueline Nelson  |                   |                           |
| 1996 | Kathy Lynch        |                   |                           |
| 1997 | Charlotte Cox      |                   |                           |
| 1998 | Kirsty Nicole Robb | Annalisa Farrell  | Vanessa Rochelle Cheatley |
| 1999 | Annalisa Farrell   |                   |                           |
| 2000 | Kirsty Nicole Robb | Annalisa Farrell  | Benita Douglas            |
| 2001 | Melissa Holt       | Annalisa Farrell  | Tamara Boyd               |
| 2002 | Melissa Holt       |                   |                           |
| 2003 | Dale Tye           |                   |                           |
| 2004 | Dale Tye           |                   |                           |
| 2005 | Sarah Ulmer        | Melissa Holt      |                           |
| 2006 | Alison Shanks      | Josie Giddens     | Yvette Hill-Willis        |
| 2007 | Alison Shanks      | Annelies Bastem   | Dale Tye                  |
| 2008 | Melissa Holt       | Rachel Mercer     | Alison Shanks             |
| 2009 | Melissa Holt       | Sonia Waddell     | Dale Tye                  |
| 2010 | Melissa Holt       | Alison Shanks     | Linda Villumsen           |
| 2011 | Sonia Waddell      | Jaime Nielsen     | Alison Shanks             |
| 2012 | Lauren Ellis       | Jaime Nielsen     | Alison Shanks             |
| 2013 | Linda Villumsen    | Jaime Nielsen     | Georgia Williams          |
| 2014 | Jaime Nielsen      | Linda Villumsen   | Reta Trotman              |
| 2015 | Jaime Nielsen      | Linda Villumsen   | Lauren Ellis              |
| 2016 | Rushlee Buchanan   | Jaime Nielsen     | Sharlotte Lucas           |
| 2017 | Jaime Nielsen      | Georgia Williams  | Rushlee Buchanan          |
| 2018 | Georgia Williams   | Rushlee Buchanan  | Bronwyn MacGregor         |
| 2019 | Georgia Williams   | Rushlee Buchanan  | Holly Edmondston          |
| 2020 | Teresa Adam        | Georgia Perry     | Bronwyn MacGregor         |
| 2021 | Georgia Williams   | Jaime Nielsen     | Bronwyn MacGregor         |
| 2022 | Georgia Williams   | Bronwyn MacGregor | Holly Edmondston          |

## Estatísticas

### Mais vitórias
| Ciclista        | Vitórias | Anos              |
| --------------- | -------- | ----------------- |
| Gordon McCauley | 3        | 2002, 2003 e 2010 |
| David Lee       | 2        | 1998 e 1999       |
| Patrick Bevin   | 2        | 2016 e 2019       |
| Hamish Bond     | 2        | 2018 e 2020       |

| Ciclista           | Vitórias | Anos                          |
| ------------------ | -------- | ----------------------------- |
| Melissa Holt       | 5        | 2001, 2002, 2008, 2009 e 2010 |
| Georgia Williams   | 4        | 2018, 2019, 2021 e 2022       |
| Jaime Nielsen      | 3        | 2014, 2015 e 2017             |
| Kirsty Nicole Robb | 2        | 1998 e 2000                   |
| Dale Tye           | 2        | 2003 e 2004                   |
| Alison Shanks      | 2        | 2006 e 2007                   |